# Pierre-Aristide Bréal
Pierre-Aristide Bréal (* 31. Mai 1905 in Janzé, Ille-et-Vilaine; † 30. Juli 1990 Sartrouville, Yvelines) war ein französischer Dramatiker und Szenarist.

## Leben
Bréal war der älteste Sohn eines Arztes in Janzé. Er arbeitete ab 1936 insbesondere mit Charles Dullin.
Mitte der 1960er Jahre machte die Compagnie Jacques Fabbri seine Stücke durch die Fernsehsendung Au théâtre ce soir bekannt.

## Theaterstücke
- 1935: Trois Camarades, Inszenierung: Charles Dullin
- 1951: Edmée, Inszenierung: Georges Vitaly
- 1953: Les Hussards, Inszenierung: Jacques Fabbri
- 1956: Jules, Inszenierung: Jacques Fabbri
- 1964: La Grande Oreille, Inszenierung: Guy Parigot
- 1967: Les Suisses, Inszenierung: Jacques Fabbri
- 1977: La Magouille ou la Cuisine française, Inszenierung: Jacques Fabbri

## Filmographie (Drehbuch)
- 1952: Les femmes sont des anges von Marcel Aboulker
- 1955: Les Hussards von Alex Joffé
- 1956: Voici le temps des assassins von Julien Duvivier
- 1962: Pauvre Martin (Fernsehfilm) von Jean-Marie Coldefy
- 1966: Les Fêtes galantes von René Clair
- 1966: Edmée (Fernsehfilm) von Jean-Marie Coldefy
- 1971: Schulmeister, l'espion de l'empereur (Fernsehserie) de Jean-Pierre Decourt

## Hörspiele (Bearbeitung)
- 1958: La Ficelle rouge, vaudeville métaphysique
- 1959: Le Galant Dentiste, ou La Vengeance du général, ou Un scandale bien parisien en 1900, Komödie in einem Akt
- 1959: La Dévoreuse
- 1960: L'Âge d'or